# (15487) 1999 CC63
A (15487) 1999 CC63 a Naprendszer kisbolygóövében található aszteroida. A LINEAR projekt keretében fedezték fel 1999. február 12-én.